# Вільям Фолкнер
Ві́льям Ка́тберт Фо́лкнер (англ. William Cuthbert Faulkner; 25 вересня 1897, Нью-Олбані, Міссісіпі, США — 6 липня 1962) — американський письменник, прозаїк, лауреат Нобелівської премії з літератури (1949).

## Біографія
Вільям Фолкнер народився 25 вересня 1897 році в Нью-Олбані (штат Міссісіпі) в родині працівника університету. Його предки емігрували з Шотландії у вісімнадцятому столітті. Його прадід, Вільям Кларк Фолкнер, був полковником у Громадянській війні, а також автором відомого у той час роману «Біла троянда Мемфіса» (1881). Сім'я для Фолкнера була дуже важливою. Старший син Мюррі Катберта Фолкнера й Мод (Батлер) Фолкнер, Вільям Катберт пізніше стає главою родини.
Вже з дитинства він виявив великі здібності до літературної творчості, писав вірші, але його справді письменницька кар'єра починається тільки після короткого навчання в Королівських Військово-повітряних силах Канади, незадовго до перемир'я в Першій світовій війні (1918). Рік він навчається в Університеті штату Міссісіпі, працює різноробом, і нарешті публікує томик віршів. Належав до літературного напрямку «південної готики» і разом з американською письменницею Фланнері О'Коннор його називали найяскравішим представником цього напрямку.
Коли йому було сімнадцять, Фолкнер знайомиться з Філіпом Стоуном (Philip Stone), чий вплив на ранню творчість письменника буде найпомітнішим. Стоун був на кілька років старшим, й походив із однієї з найстаріших родин Оксворду. Він захоплювався літературою, й вже встиг отримати ступінь бакалавра в Єльському університеті та університеті штату Міссісіпі. В стінах останнього Стоун вступив у братство Sigma Alpha Epsilon. Там він знайшов підтримку своєму бажанню стати письменником. Вражений Фолкнерівськими віршами, Стоун був одним з перших, хто виявив талант молодого письменника й побачив його творчий потенціал. Стоун став літературним наставником молодого Фолкнера, й познайомив його з Джеймсом Джойсом. Саме Стоуну Фолкнер надсилав свої вірші з наміром їх опублікувати. Проте видавці постійно відхиляли ці запити.
Молодший Фолкнер перебував під сильним впливом історії своєї родини й регіону, де він жив. Штат Міссісіпі наклав свій відбиток на його почуття гумору, відчуття трагічного становища чорних і білих американців, й на його характеристику південних образів. Неможливість приєднання до лав армії Сполучених Штатів (Фолкнер був занизьким — 166 см), його зараховано до резервних одиниць Британських Збройних сил. Незважаючи на його заяву, що він був там, на сьогодні критики стверджують, що він ніколи не був членом Британських повітряно-військових сил, й ніколи не служив на фронті за часів Першої світової.
1928 року Фолкнер змінив своє прізвище з оригіналу Falkner. Однак, за однією з версій, це була помилка складача. Коли одрук з'явився на титульному аркуші першої книги, Фолкнера запитали, чи хоче він щось змінити. На що він нібито відповів: «У будь-якому випадку мені підходить».
1925 р. Фолкнер їде до Нового Орлеана, де знайомиться з відомим письменником Шервудом Андерсоном, який, зацікавившись творчістю Фолкнера, радить літературному початківцю зосередити увагу на прозі, після чого він пише романи «Солдатська нагорода» (Soldiers' Pay,1925) і «Москіти» ( Mosquitoes, 1927). Влітку 1927 року Фолкнер пише свій перший роман із серії книг про вигадану округу Йокнапатофа, під назвою «Прапори в пилу» (Flags in the Dust). Цей роман багато в чому спирався на традиції й історію Півдня, в яку Фолкнер був занурений ще змолоду. Він дуже пишався своїм романом, й вважав, що він є набагато кращим за два попередні його твори. Однак видавничий дім Boni & Liveright не прийняв його. Це стало шоком для автора, але після дозволу Фолкнера на редагування тексту його літературним агентом Беном Уоссоном (Ben Wasson), роман «Сарторіс» (Sartoris, 1928) було опубліковано. Це перший з п'ятнадцяти творів, об'єднаних в епічний цикл-сагу про життя американського Півдня за 200-літній період.
Восени 1928 року, коли Фолкнеру було тридцять років, він почав роботу над романом «Галас і шаленство» (The Sound and the Fury). Він почав його з написання трьох коротких історій про групу дітей з прізвищем Компсон, але скоро автор відчув, що створені ним характери більше підходять для великого роману. На відміну від «Прапорів в пилу», тут Фолкнер використовує експериментальніший стиль, вперше реалізується основний творчий принцип прози Фолкнера «подвійного бачення» для розкриття одної і тої ж самої події чи характеру за різних аспектів. Критики одностайно визнають твір «великою книгою сторіччя». В описі процесу написання тексту Фолкнер пізніше скаже: «Одного разу я ніби замкнув двері між мною й книжними нотатками. Я сказав собі, що тепер можу писати». Після її завершення, Фолкнер наполіг, щоб книгу не редагували й не додавали розділових знаків для ясності. 1930 р. Фолкнер пише роман «В свою останню годину» (всього за 6 тижнів), а вже через 3 тижні побачив світ роман «Святилище».
В 1929 році Фолкнер одружується на Естель Олдхем (Estelle Oldham). Естель привезла з собою двох дітей від попереднього шлюбу, і Фолкнер вирішив утримувати родину за рахунок прибутків від письменництва. Пізніше у шлюбі народилася власна донька Фолкнера, Джилл (1933—2008, у шлюбі Саммерс, мала сина).
Починаючи з 1930 року, Фолкнер посилає деякі з своїх оповідань до різних національних журналів, а на отримані гроші купує будинок в Оксфорді, який він називав «Rowan Oak».
Однак до 1932 року Фолкнер потрапив у скрутне матеріальне становище. Він попросив свого агента Бена Уоссона продати права на його недавно завершений роман «Світло в серпні» (Light in August) для журналу за $5,000, але видання не прийняло пропозицію. Тоді MGM Studios пропонує Фолкнеру стати сценаристом в Голлівуді. І хоча на той момент письменник не був шанувальником кіноматографу, все ж прийняв пропозицію, і прибув на роботу в Калвер-Сіті, Каліфорнія, в травні 1932 року. Там він працював з режисером Говардом Гоуксом, з яким він добре ладнав, оскільки обидва любили випивку й полювання. Фолкнер працюватиме сценаристом довгі роки 1930-х і 1940-х рр.
Вільям Фолкнер був письменником-резидентом в Університеті Вірджинії у Шарлотсвіллі з лютого по червень 1957 року і знову в 1958 році. Він отримав серйозні травми під час кінної їзди в 1959 році. Помер від інфаркту міокарда у віці 64 років 6 липня 1962 року в санаторії у Байхейльї. Похований разом зі своєю родиною на цвинтарі Святого Петра в Оксфорді, разом з другом сім'ї з таємничими ініціалами Е. Т.

## Творчість
Від початку 1920-х до Другої світової війни, коли Фолкнер виїхав до Каліфорнії, він опублікував 13 романів й безліч оповідань. Саме цим доробком Фолкнер заробив собі репутацію, що зробила його пізніше лауреатом Нобелівської премії (Фолкнер здобув нагороду у віці 52 років). До його найкращих романів належать: «Галас і шаленство» (1929), «В свою останню годину» (1930), «Світло в серпні» (1932), «Авесалом, Авесалом» (1936). Фолкнер також є творцем низки оповідань.
Перша збірка оповідань «Ці 13» (These 13, 1931) містить найвідоміші його історії: «Троянда для Емілі», «Червоне листя», «Після заходу сонця», «Посушливий вересень». Автор включив багато своїх історій і новел у округу Йокнапатофа. Три романи «Селище» (The Mansion The Hamlet), «Місто» (The Town) і «Особняк» (The Mansion) — утворюють трилогію «Сноупс» (Snopes Trilogy) про місто Джефферсон та його околиці.
Фолкнер був відомий своїм експериментальним стилем з увагою до інтонації й ритму. На відміну від сучасника Ернеста Хемінгуея, Фолкнер набагато частіше використовував прийом «потоку свідомості», й писав у  більш експресивній, тонкій, складній манері, з елементами готики й гротеску.
В інтерв'ю газеті The Paris Review в 1956 році Фолкнер зазначав: «Дозвольте письменнику писати про операції чи цегляну кладку, якщо він зацікавлений в техніці. Не існує механізму написання, ярлика чи шаблону. Молодий письменник був би дурнем, якби слідував теорії. Вчіться на своїх власних помилках; люди вчаться тільки на них. Справді хороший митець вірить, що ніхто не є настільки досконалим, щоб щось йому радити. Це, до певної міри, марнославство. Незважаючи на те, скільки він захоплюється визнаним авторитетом літератури, він хоче перевершити його».
Перу письменника належать дві збірки віршів, які були опубліковані у невеликих виданнях «Мармуровий фавн» (The Marble Faun, 1924), «Зелене гілля» (A Green Bough, 1933), й колекція злочинно-фантастичних оповідань «Гамбіт конем» (Knight's Gambit, 1949).
Багато книг Фолкнера перекладаються французькою мовою і викликають захоплення багатьох європейських письменників і критиків. 1946 р. виходить друком збірник вибраних творів письменника, що приносить йому всесвітнє визнання.

## Критика
Творчість Фолкнера розглянули різні критики й з різних точок зору. Особливо цікавилися Фолкнером представники «нового критицизму» (The New Critics). Кленс Брукс пише The Yoknapatawpha Country, а Майкл Мілгейт The Achievement of William Faulkner. Окрім того, до праць письменника застосовували й інші методи — феміністичну, психоаналітичну критику. Роботи Фолкнера розглядають в літературній традиції модернізму та Відродження Півдня (Southern Renaissance).

## Нагороди
Фолкнеру присуджують Нобелівську премію з літератури «за визначний і художньо унікальний внесок у сучасну американську прозу». 1949 р. Фолкнер ненавидів ту славу й визнання, яке йому принесла нагорода. Його відраза була настільки велика, що його 17-річна дочка дізналася про Нобелівську премію батька тільки тоді, коли її викликали в кабінет директора в один з шкільних днів. Фолкнер пожертвував частину грошей від премії на створення фонду для підтримки й заохочення нових письменників-фантастів.
Окрім Нобелівської нагороди, Вільям Фолкнер є володарем двох Пулітцерівських премій за романи «Притча» (A Fable, 1954) й «Крадії» (The Reivers , 1962).
Він також двічі виграв U.S. National Book Award за Collected Stories (1951) й A Fable (1955). 1946 року він був одним з трьох фіналістів першої премії Ellery Queen Mystery Magazine Award, й посів друге місце в Rhea Galati.
Фолкнер представляв США на міжнародній письменницькій конференції в Бразилії, а 1955 р. здійснив навколосвітню подорож як офіційний представник американського уряду. Поштова служба США 3 серпня 1987 року випустила 22-центову марку на честь письменника.

## Творчий спадок
Фолкнер головним чином працював у жанрах поезії, оповідання, роману.
Романи
- Солдатська нагорода / Soldiers' Pay (1926)
- Москіти / Mosquitoes (1927)
- Сарторіс / Sartoris (Flags in the Dust) (1929/1973)
- Шум і лють / The Sound and the Fury (1929)[11]
- В свою останню годину / As I Lay Dying (1930)[12]
- Святилище / Sanctuary (1931)
- Світло в серпні / Light in August (1932)[13]
- Пилон / Pylon (1935)
- Авесалом, Авесалом! / Absalom, Absalom! (1936)
- Непереможні / The Unvanquished (1938)
- Дикі пальми / Старий [Якщо я забуду тебе, Єрусалиме] / The Wild Palms / The Old Man [If I Forget Thee, Jerusalem] (1939)
- Селище / The Hamlet (1940)
- Порушник праху / Intruder in the Dust (1948)
- Реквієм за черницею / Requiem for a Nun (1951)
- Притча / A Fable (1954)
- Місто / The Town (1957)
- Особняк / The Mansion (1959)
- Крадії[14] / The Reivers (1962)

Збірки оповідань
- Збірка «Ці 13» / These 13 (1931)
  - Перемога / Victory (1931)
  - Ad Astra / Ad Astra (1931)
  - Всі вони мертві, ці старі пілоти / All the Dead Pilots (1931)
  - Льодовикова тріщина / Crevasse (1931)
  - Червоне листя / Red Leaves (1930)
  - Троянда для Емілі / A Rose for Emily (1930)
  - Справедливість / A Justice (1931)
  - Волосся / Hair (1931)
  - Після заходу сонця / That Evening Sun (1931)
  - Посушливий вересень / Dry September (1931)
  - Містраль / Mistral (1931)
  - Розлучення в Неаполі / Divorce in Naples (1931)
  - Каркасон / Carcassonne (1931)
- Збірка "Гамбіт конем" / Knight’s Gambit (1949)
  - Дим, / "Smoke" (1932)
  - Макака / "Monk" (1937)
  - Покер над Водами / "Hand Upon the Waters" (1939)
  - «Завтра і позавтра…» / Tomorrow (1940)
  - "Хімія підвела" / "An Error in Chemistry" (1946)
  - "Гамбіт конем" / "Knight’s Gambit" (1949)
- Збірка Домашнє вогнище (Зійди, Мойсею) / Go Down, Moses (1942)
  - Було колись / "Was"
  - Домашнє вогнище / "The Fire and the Hearth"
  - Чорний блазень / "Pantaloon in Black"
  - Давні люди / "The Old People"
  - Ведмідь / "The Bear"
  - Дельта восени / "Delta Autumn"
  - Зійди, Мойсею / "Go Down, Moses"

Оповідання
- Брехун / "The Liar" (1925)
- Персі Грімм / "Percy Grimm" (1930) прим.: розділ з роману "Світло в серпні" (1932), згодом також з'явився як окреме оповідання у "The Portable Faulkner" (1946)
- Крапчасті коні / "Spotted Horses" (1931)
- Жила собі королева / "There Was a Queen" (1933)
- По той бік / "Beyond" (1933)
- Еллі / Elly (1934)
- Пенсильванський вокзал / "Pennsylvania Station" (1934)
- Дядько Віллі / "Uncle Willy" (1935)
- І все буде чудово / "That Will Be Fine" (1935)
- Золотий край / Golden Land (1935)
- Підпал / "Barn Burning" (1939)
- Велетні / "The Tall Men" (1941)
- Два солдати / "Two Soldiers" (1942)
- Не загинуть! / "Shall Not Perish" (1943)
- Залицяння / "A Courtship" (1948)
- Ескіз / "?" (?)

## Екранізації
У 1959 році американський режисер Мартін Рід зняв драму за однойменним романом Фолкнера Шум і лють.

## Переклади українською
Найбільше перекладів українською з'явилося у виконанні Ростислава Доценка в журналі Всесвіт у 1970-80-их роках. Згодом ці переклади було передруковано окремими виданнями у різних видавництвах, зокрема KM Books, Дніпро, Молодь тощо.
Оповідання / збірки оповідань / промови
- Вільям Фолкнер. Гарячий вересень (оповідання). Переклад з англійської: Іван Дубицький. Варшава: часопис "Ми". 1936. Кн. 5, 6 сс.77–93.[15]
  - (передрук) Вільям Фолкнер. Гарячий вересень (оповідання). Переклад з англійської: Іван Дубицький. Львів: часопис "Українські вісті" ч. 70 від 25 берез 1936, ч. 73. від 28 берез 1936[18]
- Вільям Фолкнер. Троянда для Емілії (оповідання). Переклад з англійської: Марта Тарнавська. Мюнхен Українська літературна газета. 1956. № 10
  - (передрук) Вільям Фолкнер. Троянда для Емілії (оповідання). Пер. з англ.: М. Тарнавська. // М. Тарнавська. Самотнє місце під сонцем. Буенос-Айрес: Вид. Ю. Середяка, 1991. ? стор. ISBN ?[15]
- Вільям Фолкнер. «Пенсильванський вокзал»; Два солдати; Не загинуть!; Велетні; І все буде чудово. Переклад з англ.: Елла Фурманська, Ірина Шмарук. Київ: журнал «Всесвіт». № 4 сс. ?-?, 1960.
- Вільям Фолкнер. «Ескіз» (оповідання). Переклад з англійської: І. Астаф'єва, І. Христенко. Київ: журнал «Радянська жінка». №2 сс. ?-?, 1961[15]
- Вільям Фолкнер. «Троянда для Емілі"; "Провалля"; "Смертельний вилаз". Переклад з англійської: Ростислав Доценко. Київ: журнал «Вітчизна». №7 сс. ?-?, 1970.[15]
- Вільям Фолкнер. «Золотий край»; «Завтра і позавтра…». Переклад з англійської: Ростислав Доценко та Еміль Хоменко. Київ: журнал «Всесвіт». №10 сс. ?-?, 1971.
- Вільям Фолкнер. «Дядько Віллі". Переклад з англійської: Ростислав Доценко. Київ: журнал «Жовтень». №12 сс. ?-?, 1971.[15]
- Вільям Фолкнер. Нобелівська промова. // Роберт Кофлен. "Особистий світ Вільяма Фолкнера". Переклад з англійської: Віктор Батюк. Київ: журнал «Всесвіт». №12, 1974. сс. 150-180
- Вільям Фолкнер. «Жила собі королева». Переклад з англійської: Ростислав Доценко. Київ: журнал «Всесвіт». №7, 1975. сс. 62-73
- Вільям Фолкнер. «Домашнє вогнище». Переклад з англійської: Валентин Корнієнко. Київ: журнал «Всесвіт». №7, 1975. сс. 10-62
  - (передрук) Вільям Фолкнер. «Домашнє вогнище (Зійди, Мойсею)»: роман у новелах.[19] Переклад з англійської: Ростислав Доценко та Валентин Корнієнко. Київ: Молодь, 1983, 287 стор.
- Вільям Фолкнер. «Посушливий вересень». Переклад з англійської: Ростислав Доценко. Київ: газета «Літературна Україна» від 30 грудня 1975. сс. ?-?[15]
- Вільям Фолкнер. «Брехун». Переклад з англійської: Ростислав Доценко. Київ: журнал «Україна». №38, 1976. сс. ?-?[15]
- Вільям Фолкнер. «Еллі». Переклад з англійської: Ростислав Доценко. Київ: журнал «Всесвіт». №3, 1977. сс. ?-?
  - (передрук) Вільям Фолкнер. «Червоне листя»: новели.[20] Переклад з англійської: Ростислав Доценко та інші; передмова: Д. Затонський. Київ: Дніпро, 1978. 367 стор. (Зарубіжна новела; Кн. 29).
- Вільям Фолкнер. «Крапчасті коні». Переклад з англійської: Микола Мостовий. Київ: журнал «Всесвіт». №3-4, 1997 сс. ?-?

Романи
- Вільям Фолкнер. «Старий».[21] Переклад з англійської: Мар Пінчевський. Київ: журнал «Всесвіт». №9 сс. ?-?, 1962.
- Вільям Фолкнер. «Крадії». Переклад з англійської: Ростислав Доценко. Київ: журнал «Всесвіт». №1 (сс. ?-?) №2 (сс. ?-?), 1970.
  - (передрук) Вільям Фолкнер. «Крадії та інші твори.»[22] Переклад з англійської: Мар Пінчевський, Еміль Хоменко та Ростислав Доценко; передмова: Т. Денисов. Художник  В. Кузьменко.  Київ: Дніпро, 1972. 510 с.
  - (передрук) Вільям Фолкнер. «Крадії.» Переклад з англійської: Ростислав Доценко. Київ: KM Books, 2016. 352 стор. ISBN 978-966-97554-4-5
- Вільям Фолкнер. «В свою останню годину». Переклад з англійської: Ростислав Доценко. Київ: журнал «Всесвіт». №6, 1986 сс. ?-?
- Вільям Фолкнер. «Світло в серпні». Переклад з англійської: Олег Король. Київ: Видавництво Жупанського, 2013. 354 стор. ISBN 978-966-2355-38-3
- Вільям Фолкнер. «Притча». Переклад з англійської: Олександр Мокровольський. Київ: KM Books, 2017. 448 стор. ISBN 978-617-7498-02-4
- Вільям Фолкнер. «Порушник праху». Переклад з англійської: Ольга Смольницька. Київ: KM Books, 2018. 264 стор. ISBN 978-617-7535-15-6
- Вільям Фолкнер. «Шум і лють». Переклад з англійської: Олександр Мокровольський. Київ: Видавництво Жупанського, 2018. 344 стор. ISBN 978-966-2355-93-2